# NGC 21
NGC 21 és una galàxia espiral a la constel·lació d'Andròmeda. També és coneguda com a NGC 29.